# Peter Bourgade

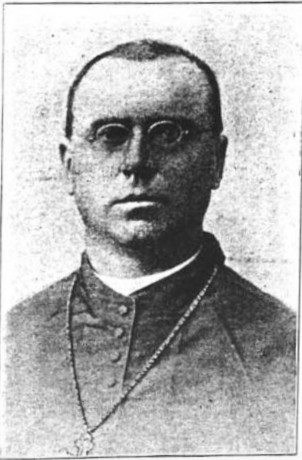

Peter Bourgade (* 17. Oktober 1845 in Vollore-Ville, Puy-de-Dôme, Frankreich; † 17. Mai 1908 in Santa Fe, New Mexico, Vereinigte Staaten) war ein französischer römisch-katholischer  Geistlicher.

## Leben
Bourgade studierte am Kolleg von Billom und dem Priesterseminar von Monteferrand. Am 30. November 1869 wurde er zum Priester geweiht. Im selben Jahr folgte er der Einladung von Bischof Jean-Baptiste Salpointe, Apostolischer Vikar von Arizona, und ging in die Mission in die Vereinigten Staaten. Anfangs ging er nach Yuma und kehrte 1873 aus gesundheitlichen Gründen nach Frankreich zurück. Nach seiner Rückkehr in die Vereinigten Staaten war er von 1875 bis 1881 Pastor von San Elizario, Texas, bevor er nach Silver City, New Mexico, versetzt wurde.
Papst Leo XIII. ernannte ihn am 23. Januar 1885 zum Apostolischen Vikar von Arizona und am 7. Februar 1885 zum Titularbischof von Thaumacus. Am 1. Mai 1885 weihte John Baptist Lamy, Erzbischof von Santa Fe, ihn in Santa Fe zum Bischof. Mitkonsekratoren waren Jean-Baptiste Salpointe, sein Vorgänger und, Koadjutorbischof von Santa Fe sowie Joseph Projectus Machebeuf, Apostolischer Vikar von Colorado und Utah. Am 10. Mai 1897 erhob der Papst das Apostolische Vikariat zum Bistum Tucson. Am 7. Januar 1899 folgte die päpstliche Ernennung zum Erzbischof von Santa Fe. Im April 1899 wurde er als Erzbischof installiert.